# Eduardo Saverin
Eduardo Luiz Saverin (São Paulo, 19 de març de 1982) és un empresari brasiler i un dels cofundadors de la xarxa social Facebook, de la qual posseeix el 7%.

## Vida personal
Saverin va néixer en São Paulo, Brasil en el si d'una família jueva però va ser criat a Miami, Florida. El seu pare es dedicava a les exportacions i a la propietat immobiliària. Va acudir a la Gulliver Preparatory School, a Miami, i després va entrar a la Universitat Harvard, on va participar en el Phoenix S.K. Club i va presidir l'Harvard Investment Association. En 2006, Saverin es va graduar magna cum laude amb un Bachelor of Arts en Economia.
Al maig de 2012 es va saber que al setembre de l'any anterior Saverin havia presentat la seva renúncia a la seva ciutadania nord-americana i que el seu pla era romandre com a resident de Singapur per temps indefinit.

## Facebook
Saverin va conèixer a Mark Zuckerberg durant el seu primer any d'universitat. Més tard, junts van fundar la xarxa social Facebook assumint els rols de director de finances i gerent de negocis. Mentre es trobava a Nova York i a causa de diferències d'opinió i conflictes interns amb Zuckerberg, Saverin es va allunyar del que en aquest moment es deia «Thefacebook», una creixent empresa amb base en Silicon Valley.
Després que inversors externs —Peter Thiel, cofundador de PayPal, i Sean Parker, cocreador de Napster— prenguessin control financer del negoci i recolzessin a Zuckerberg com a director executiu, el rol de Saverin es va veure limitat i la seva influència es va evaporar. Saverin va demandar a Facebook i a Zuckerberg a l'abril de 2005, després que aquest reduís la participació de Saverin d'un 34% a un 0,03%. Saverin va guanyar el litigi, concedint-li el tribunal un 7% de propietat i el dret a ser esmentat com a cofundador de Facebook.

## Esments al cinema
En la pel·lícula de l'any 2010, The social network, Eduardo Saverin és interpretat per Andrew Garfield. El film descriu la seva relació amb Mark Zuckerberg (Jesse Eisenberg) des que van crear Facebook fins que s'enfronten en un judici.
En una entrevista amb Conspiracy Worldwide Radio, Ben Mezrich, autor del llibre Multimilionaris per accident, sobre el qual es va basar la pel·lícula, va parlar sobre la seva relació amb Saverin mentre escrivia el seu llibre.